# Tasik Serai
Tasik Serai is een bestuurslaag in het regentschap Bengkalis van de provincie Riau, Indonesië. Tasik Serai telt 10.955 inwoners (volkstelling 2010).